# Ana Mercedes Hoyos

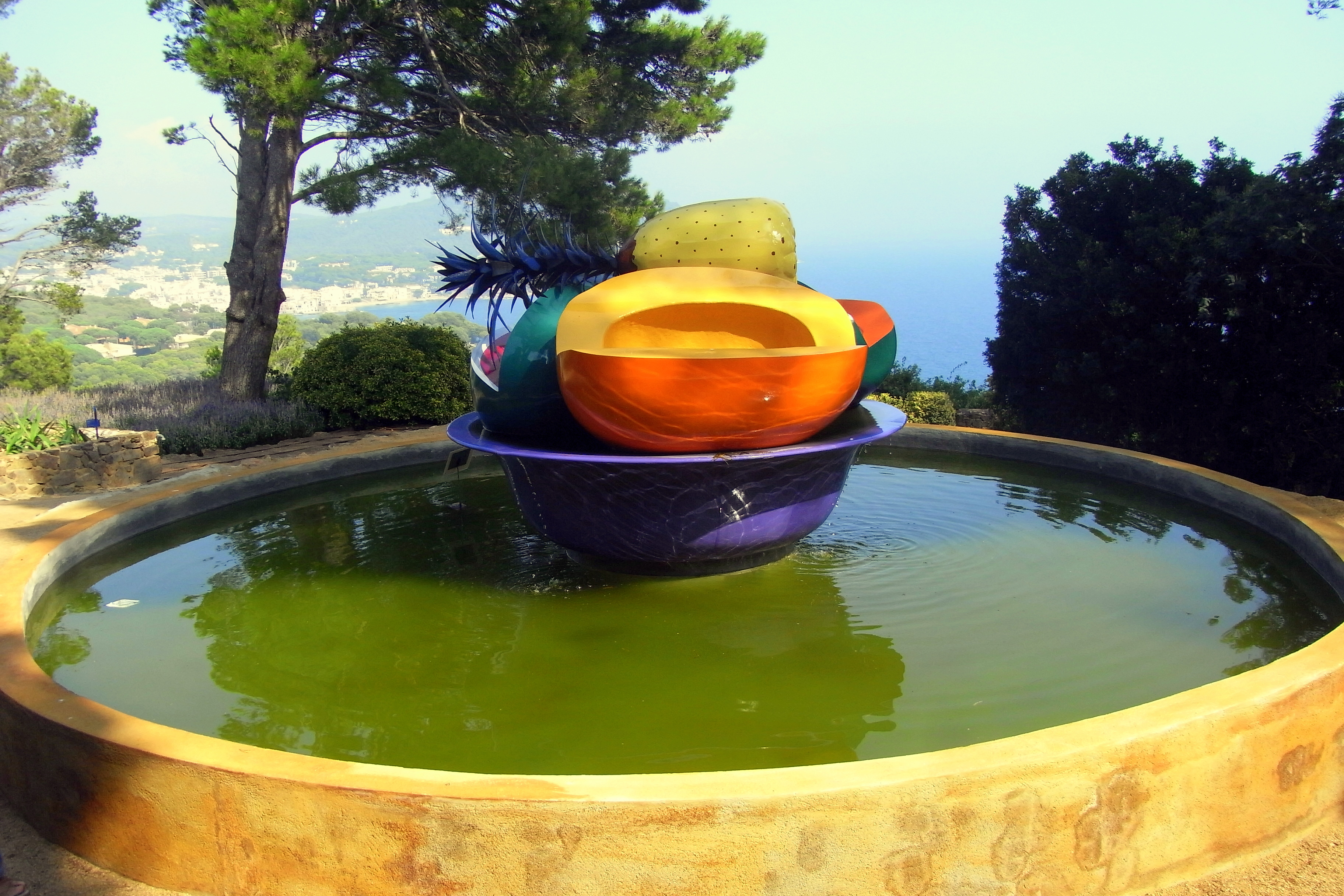
Ana Mercedes Hoyos: Jardí de Cap Roig. „PLATÓN“ 2009, Fiberglas-Polyester-Polychromat

 Ana Mercedes Hoyos Mejía  (* 29. September 1942 in Bogotá, Kolumbien; † 5. September 2014 ebenda) war eine kolumbianische Malerin und Bildhauerin.

## Leben und Werk
Hoyos erhielt Privatunterricht in Malerei bei Luciano Jaramillo (1938–1984) während ihrer Schulzeit am Colegio Marymount in Bogotá. Um die Kunst in anderen Kulturen kennenzulernen, reiste sie nach Europa, Mexiko und in die USA. An der Universidad de los Andes (Kolumbien) studierte sie Kunst bei Jaramillo sowie bei Juan Antonio Roda, Marta Traba und Armando Villegas. 1967 heiratete sie den Architekten Jacques Mosseri Hané, mit dem sie einen Monat in New York City verbrachte, um Ausstellungen der Pop-Art zu erkunden, bevor sie nach Bogatá zurückkehrten. 1992 wurde sie von der Japan Foundation eingeladen, an einem kulturellen Austauschprogramm für Künstler teilzunehmen. Präsident Bill Clinton lud sie ein, an der Konferenz über „Kultur und Diplomatie“ teilzunehmen, die im Jahr 2000 im Weißen Haus stattfand. Im selben Jahr erhielt sie einen Master-Abschluss in Bildender Kunst der Universität von Antioquia in Medellín. Hoyos wurde für ihre Arbeiten mit mehr als 17 nationalen und internationalen Preisen ausgezeichnet. Ihre Werke befinden sich in den ständigen Sammlungen des Fuji Art Museum in Tokio, in der Ibercaja-Sammlung in Zaragoza, Spanien, im  Museum of Modern Art in Mexiko-Stadt, im Nassau County Kunstmuseum von Roslyn Harbour, New York, sowie im Museo de Arte Moderno de Bogotá und in anderen lateinamerikanischen Städten.
Im Dezember 2022 wurde sie von der Suchmaschine Google mit einem Doodle geehrt.